# Sojuz 7
Sojuz 7 je poletio u sklopu misije koju je trebao izvesti s Sojuzom 6 i Sojuzom 8 istovremeno u orbiti, noseći 7 kozmonauta. Posadu su činili Anatolij Filipčenko i Vladislav Volkov. Zadatak posade Sojuza 7 je bilo spajanje sa Sojuza 8 i transfer posade. Zbog kvara na aparaturi za spajanje misija nije bila uspješna. Vjeruje se da je pokušaj spajanja bio test izveden s ciljem provjeravanja tehnologija i tehnika leta za budući let na Mjesec. Neuspjeh misije je bio razlog više za otkazivanje tog programa.
Uzrok kvara na sustavu spajanja nikad nije utvrđen. Nagađa se da je uzrok zakazivanju gubitak helija iz modula s elektroničkim komponentama nužnim za spajanje.